# Гент — Вевельгем 2010
72-й выпуск  Гент — Вевельгем — шоссейной однодневной велогонки по дорогам Бельгии. Гонка прошла 28 марта 2010 года в рамках ПроТур UCI 2010. Победу одержал австрийский велогонщик Бернхард Айзель.

## Участники
В гонке приняло участие 25 команд.
| Unknown team category |
|                       |

## Маршрут
Гонка 2010 года стала переходным этапом в истории этой классики. Организаторы решили изменить формат, перенеся старт с середины недели между Туром Фландрии и Париж — Рубе на более раннюю дату — за неделю до «Ронде». Кроме того, маршрут стал сложнее: вместо двух подъёмов, как в 2009 году, пелотону предстояло преодолеть 16 фламандских холмов, включая заезд во Францию на Мон-де-Кат и Мон-Нуар.

## Ход гонки
Андреас Клир (Cervelo) и Ник Нюйенс (Rabobank) не стартовали из-за последствий падений. Том Бонен и Фабиан Канчеллара, уставшие после E3 Харелбеке, прошедшей днём ранее, сошли на раннем этапе.
Гонка началась в Дейнзе под пасмурным небом, но без дождя, в отличие от прошлогоднего изматывающего ливня. Уже через 18 км четверо гонщиков ушли в отрыв:
- Герт Стеурс (Topsport Vlaanderen)
- Анхель Мадрасо (Caisse d’Epargne)
- Том Ван ден Хауте (Landbouwkrediet)
- Матте Пронк (Vacansoleil)

Их преимущество быстро достигло 3:30, но на узких дорогах Фландрии удержать разрыв было непросто.
На Кеммельберге, культовом подъёме гонки, отрыв начал рассыпаться. Ларс Бак (HTC-Columbia) догнал лидеров, но затем Liquigas устроили жёсткий темп, расколов пелотон.
В финале образовалась группа из шести сильнейших:
- Бернхард Айзель (HTC-Columbia)
- Филипп Жильбер (Omega Pharma-Lotto)
- Джордж Хинкапи (BMC)
- Юрген Руландтс (Lotto)
- Сепу Ванмарке (Topsport Vlaanderen)
- Максим Иглинский (Astana)

В последнем километре Руландтс попытался уйти в соло, но был настигнут. В спринте Бернхард Айзель оказался быстрее всех, одержав первую победу в сезоне.

## Результаты
| \| Генеральная классификация \| Генеральная классификация \| Генеральная классификация \| Генеральная классификация \| Генеральная классификация \| \| Гонщик \| Гонщик \| Команда \| Время \| \| \| ------------------------- \| ------------------------- \| ---------------------------- \| ------------------------- \| ------------------------- \| \| 1-й \| Бернхард Айзель \| HTC-Columbia \| \| \| \| 2-й \| Сеп Ванмарке \| Topsport Vlaanderen-Mercator \| \| \| \| 3-й \| Филипп Жильбер \| Omega Pharma-Lotto \| \| \| |                 |                              |       |
| |                 |                              |       |
| Источники: ProCyclingStats Cycling Archives |                 |                              |       |
| Генеральная классификация |                 |                              |       |
| Гонщик | Гонщик          | Команда                      | Время |
| 1-й | Бернхард Айзель | HTC-Columbia                 |       |
| 2-й | Сеп Ванмарке    | Topsport Vlaanderen-Mercator |       |
| 3-й | Филипп Жильбер  | Omega Pharma-Lotto           |       |